# Демков, Артём Демьянович
Артём Демья́нович Демко́в (бел. Арцём Дзям'янавіч Дзямкоў; род. 26 сентября 1989, Минск) — белорусский хоккеист, выступавший на позиции крайнего нападающего.

## Клубная карьера
Воспитанник школы хоккейной команды «Юность-Минск», выступал за одноимённый клуб с 2006 по 2008 годы в белорусской экстралиге. В сезоне 2008/09 уже в качестве зарекомендовавшего себя игрока сборной отправился в Главную юниорскую хоккейную лигу Квебека, где выступал в клубах «Кейп-Бретон Скриминг Иглз» и «Акади-Батерст Титан». В 2009 году на юниорском драфте КХЛ в 3-м раунде под общим 48-м номером был выбран представители минского «Динамо», после чего он перешёл в стан клуба и в сезоне 2009/10 сыграл 16 матчей в КХЛ и заработал две штрафные минуты. Следующие полтора года он провёл в фарм-клубе в солигорском «Шахтёре», в составе которого стал вице-чемпионом страны.
С 2011 до 2012 года защищал цвета американского «Эльмира Джакелз» из штата Нью-Йорк. В конце 2012 года подписал контракт с клубом «Гамбург Фризерс», выступающей в Немецкой хоккейной лиге. 14 декабря 2013 года подписал контракт с «Олбани Девилз» из Американской хоккейной лиги. В июле 2014 года он вернулся в Европу и подписал однолетний контракт с «Сочи». 20 октября 2014 года вернулся в минское «Динамо», подписав контракт до конца сезона. 17 августа 2016 года клуб расторг контракт с хоккеистом по соглашению сторон.
С 2015 по 2018 год он играл исключительно за солигорский «Шахтёр». 6 июня 2018 года заключил годичный контракт со словацким клубом «Зволен». Однако, проведя всего один матч, в сентябре вернулся в состав «Шахтёр», так как словацкий клуб не смог открыть рабочую визу Демкову. 5 июня 2019 года вернулся в состав минского «Динамо». 10 марта 2022 года расторг контракт с клубом и вернулся в солигорский «Шахтёр», где сыграет в плей-офф чемпионата Белоруссии. За три сезона в составе «Динамо» набрал 51 (24+27) очко в 148 матчах.
24 июня 2022 года заключил контракт на один год с московским «Спартаком». 21 ноября 2022 года расторг контракт с клубом по обоюдному согласию сторон, за «Спартак» Демков провёл 22 матча. 27 ноября 2022 года минское «Динамо» объявило о заключении соглашения до конца сезона с Демковым. В сезоне 2023/24 Демков выступал за солигорский «Шахтёр», с которым стал бронзовым призёром Экстралиги. 5 июня 2024 года подписал годичный контракт с жлобинским «Металлургом». 11 октября 2024 года расторг контракт с клубом по обоюдному согласию. 28 декабря 2024 года Демков объявил о решении завершить карьеру игрока по состоянию здоровья.

## Карьера в сборной
В сборной до 18 лет дебютировал в 2006 году на чемпионате мира, в сборной до 20 лет — в 2008 году, а в основной сборной сыграл на чемпионате мира 2011.

## Достижения
- Победитель Кубка Шпенглера: 2009
- Вице-чемпион Белоруссии: 2007/08, 2009/10, 2015/16
- Обладатель Кубка Белоруссии: 2021, 2022

## Статистика
| Легенда | Легенда                    | Легенда | Легенда                   | Легенда | Легенда    |
| ------- | -------------------------- | ------- | ------------------------- | ------- | ---------- |
| И       | Количество проведённых игр | Штр     | Штрафное время            | +/−     | Плюс-минус |
| Г       | Голы                       | П       | Голевые передачи          | О       | Очки       |
| -       | Статистика неизвестна      | —       | Статистика не учитывалась |         |            |